# Manfred Rulffs
Manfred Rulffs (n. 6 martie 1935, Kiel, Reich-ul German – d. 15 ianuarie 2007, Ratzeburg, Schleswig-Holstein, Germania) a fost un canotor ce a reprezentat Germania, medaliat olimpic. A participat la o ediție a Jocurilor Olimpice (1960) în care a câștigat o medalie de aur.

## Participări
Lista de mai jos prezintă principalele competiții la care a participat Manfred Rulffs de-a lungul carierei.
- Canottaggio ai Giochi della XVII Olimpiade - Otto maschile[*][3]